# Bührnheims Literatursalon
Bührnheims Literatursalon war ein in Leipzig vom Buchhändler und Antiquar Dieter Bührnheim (1949–2019) gegründeter literarischer Salon. Er verstand sich als moderne Form der seit dem 18. Jahrhundert gepflegten und als Salon bezeichneten Treffpunkte für Lesungen und Diskussionen.

## Konzept
Der Literatursalon fand in den Räumen des ehemaligen Verlages Faber & Faber in der Mozartstraße 8 in Leipzig statt, wo sich eine Buchhandlung und ein Antiquariat befanden. Aufgrund der Spezialisierung des Antiquariats auf signierte Bücher ergaben sich zahlreiche Kontakte zu Autoren Wissenschaftlern, Künstlern aber auch Persönlichkeiten aus Politik und Wirtschaft, was Bührnheim im Jahre 2008 zur Gründung seines Literatursalons anregte. Bürnheim, der erst nach seinem Berufsleben in der Energiewirtschaft zum Buchhandel fand, möchte Personen aus Wirtschaft, Politik und Literatur miteinander ins Gespräch bringen. Er begründet seinen Literatursalon auch mit der Tatsache, dass die Menschen immer weniger Zeit zum Lesen haben, bedingt durch die Konkurrenz anderer Medien; in Gesprächen soll so auch durch das Vorstellen neuer Bücher zum Lesen angeregt werden. Bührnheims Salon unterscheidet sich aber auch in einem breiteren Themenangebot zum Beispiel von dem Berliner Literatursalon am Kollwitzplatz, der sich nur mit neuer Literatur befasst. In der Reihe Robert-Blum-Salongespräche werden beispielsweise, moderiert vom Journalisten Holger Gemmer, dreimal im Jahr politische Themen diskutiert. In dem von Bianca Papke herausgegebenen Buch Bührnheims Literatursalon und andere ... werden Vergleiche gezogen zwischen vergangenen Literatursalons und gelungenen Salons aus der heutigen Zeit.
Die Abendveranstaltungen des Salons erfolgten auf Einladung, wobei sich jedermann zum Erhalt der Einladungen anmelden konnte. Während der Leipziger Buchmesse waren die täglichen Veranstaltungen öffentlich. Nach dem Tode von Dieter Bührnheim gehörten zum Team weiterhin Michael Hametner sowie Lothar Ruske. Die Geschäftsführung hat Bührnheims Ehefrau Doreen Bunke übernommen.
Das Antiquariat zog 2024 von Leipzig nach Groitzsch. Nach der endgültigen Schließung im Jahre 2022 verlegte Bunke ihren Wohnsitz nach Alcocebre (Region Valencia)
in Spanien, von wo sie die übernommenen Buchbestände per Versandantiquariat vertreibt. 
Allerdings beklagten seitdem
zahlreiche Kunden, dass die von ihnen bestellten und bezahlten Bücher niemals geliefert wurden.

## Gäste
Egon Ammann, Wilhelm Bartsch, Gunter Böhnke, Annekatrin Bürger, Sabrina Capitani, Angela Elis, Elmar Faber, Raimund Fellinger, Jan Flieger, Anke Geißler, Iris Hanika, Finn-Ole Heinrich, Egbert Herfurth, Karl-Georg Hirsch, Wolfgang Hocquél, Janice Jakait, Burkhard Jung, Anja Kampmann, Küf Kaufmann, Stephan Krawczyk, Ulrike Kolb, Henner Kotte, Daniela Krien, Sebastian Krumbiegel, Bernd-Lutz Lange, Ursula Mattheuer-Neustädt, Clemens Meyer, Max Moor, Jan-Hendrik Olbertz, Katja Oskamp, Jutta Pillat, Andreas Reimann, Udo Reiter, Friedrich Schorlemmer, Susanne Schüssler, Jens Sparschuh, Hans-Ulrich Treichel, Albert Wendt, René Zeyer

## Ehrung
2016 wurde Dieter Bührnheim für „Bührnheims Antiquariat und Literatursalon“ der Deutsche Buchhandlungspreis verliehen. Geehrt wurde Bührnheim explizit für seinen Literatursalon, da hier fast vergessene Traditionen des Diskutierens, nicht nur über Bücher, aufleben, und er diese noch wie einst in einem repräsentativen Umfeld stattfinden lässt.